# 德阳南站
德阳南站是位于四川省德阳市旌阳区的一个铁路车站，邮政编码618099。车站建于1955年，有宝成铁路经过该站，现仅办理货运业务，不办理客运业务。车站及其上下行区间均已电气化。车站距离宝鸡站612公里，隶属成都铁路局。